# عزلة مغرم الوسط (ذمار)

تعديل مصدري - تعديل

عزلة مغرم الوسط هي إحدى عزل مديرية وصاب العالي في محافظة ذمار اليمنية ويبلغ تعداد سكانها 2016 نسمة حسب التعداد السكاني في اليمن لعام 2004.  تعد هذه المنطقة جزءًا من بيئة جبلية خلابة تتميز بارتفاعها، وتعتبر من الأماكن التي تحتفظ بطابعها التقليدي والتراثي. ومركزها الضلاع العالي وعدد القرى اكثر من سبع قرى ومن جباله جبل جَعُر هو أحد أبرز المعالم الجغرافية والتاريخية في وصاب العالي بمحافظة ذمار، وهو يتمتع بأهمية استراتيجية وتاريخية كبيرة. يُعتبر هذا الجبل من أعلى جبال وصاب وأحصنها، حيث يوفر إطلالة شاملة على المنطقة بأكملها، بما في ذلك جبال وصاب، جبال ريمة، جبال حراز، وحتى البحر والسهول التهامية.
معلومات تاريخية وجغرافية عن جبل جَعُر:
1. الاسم القديم: جبل رَفُود
كان يُعرف الجبل قديمًا بهذا الاسم، وهو يعكس عمق التاريخ والحضارة في هذه المنطقة.
2. الحصون:
يحتوي جبل جَعُر على قلعتين:
القلعة الشرقية: تُعرف باسم "مدنّن".
القلعة الغربية: تُعرف باسم "شنَاخِب".
هذه الحصون كانت تُستخدم لأغراض دفاعية ولتوفير الحماية للسكان.
3. الرؤية من القمة:
من أعلى جبل جَعُر، يمكن رؤية:
حصون الشرق.
السهول التهامية.
جبال ريمة.
جبال حراز.
4. المركز الإداري:
يُطلق اسم "الحصن" على مركز إداري ضمن مديرية وصاب، ويشمل مجموعة من القرى مثل:
"حبره" و"القرن" و"الضلاع" و "المحل"
5. التسمية القديمة: كان اسم "جَعُر" يُطلق على مناطق واسعة تشمل جبال بني كندة، بني حفص، خدمان، بني مُسيع، بني الحبيشي، وشرقي الأحواف.
الأهمية: تاريخيًا، كان الجبل يمثل مركزًا دفاعيًا واستراتيجيًا بفضل حصونه المرتفعة.
جغرافيًا، يوفر إطلالة بانورامية على المناطق المحيطة، مما يجعله نقطة مراقبة مميزة.ثقافيًا، يعكس التراث التاريخي الغني للمنطقة

## روابط خارجية
- الجهاز المركزي للإحصاء بالجمهورية اليمنية
- المركز الوطني للمعلومات باليمن
- World Gazetteer:Yemen
- الدليل الشامل